# سلطان مسرحی
سلطان مسرحی (عربی: سلطان مسرحي؛ زادهٔ ۳۱ مهٔ ۱۹۸۷) یک بازیکن فوتبال اهل عربستان سعودی است.
از باشگاه‌هایی که در آن بازی کرده‌است می‌توان به القادسیه عربستان اشاره کرد.